# Strażnica WOP Muszynka
Strażnica WOP Muszynka – podstawowy pododdział graniczny Wojsk Ochrony Pogranicza pełniący służbę ochronną na granicy polsko-czechosłowackiej.

## Formowanie i zmiany organizacyjne
Strażnica została sformowana w 1945 w strukturze 40 komendy odcinka jako 180 strażnica WOP (Muszynka) o stanie 56 żołnierzy. Kierownictwo strażnicy stanowili: komendant strażnicy, zastępca komendanta do spraw polityczno-wychowawczych i zastępca do spraw zwiadu. Strażnica składała się z dwóch drużyn strzeleckich, drużyny fizylierów, drużyny łączności i gospodarczej. Etat przewidywał także instruktora do tresury psów służbowych oraz instruktora sanitarnego. W związku z reorganizacją oddziałów WOP w 1948, strażnica podporządkowana została dowódcy 49 batalionu OP. 
Od 15 marca 1954 wprowadzono nową numerację strażnic, a strażnica WOP Muszynka II kategorii otrzymała nr 182.

## Ochrona granicy
Strażnice sąsiednie:
179 strażnica WOP Wysowa ⇔ 181 strażnica WOP Muszyna – 1946